# Roneisha McGregor
Pour les articles homonymes, voir McGregor.
Roneisha McGregor (née le 9 octobre 1997) est une athlète jamaïcaine.

## Palmarès
| Date | Compétition                                                                  | Lieu       | Résultat | Épreuve       | Temps         |
| ---- | ---------------------------------------------------------------------------- | ---------- | -------- | ------------- | ------------- |
| 2015 | Championnats panaméricains juniors                                           | Edmonton   | 2e       | 4 × 400 m     | 3 min 38 s 77 |
| 2019 | Championnats d'Amérique du Nord, d'Amérique centrale et des Caraïbes espoirs | Queretaro  | 2e       | 4 × 400 m     | 51 s 70       |
| 2019 | Jeux panaméricains                                                           | Lima       | 3e       | 4 x 400 m     | 3 min 27 s 61 |
| 2019 | Championnats du monde                                                        | Doha       | 2e       | 4 x 400 mixte | 3 min 11 s 78 |
| 2022 | Championnats du monde en salle                                               | Belgrade   | 1re      | 4 × 400 m     | 3 min 28 s 40 |
| 2022 | Jeux du Commonwealth                                                         | Birmingham | 2e       | 4 × 400 m     | 3 min 26 s 93 |